# Garci Manuel de Carbajal
Garci Manuel de Carbajal (Plasencia,1502-Arequipa, 1552) fue un militar español. Fundó la ciudad de Arequipa, en Perú el 15 de agosto de 1540 por orden de Francisco Pizarro.  

## Biografía
Garci Manuel de Carbajal nació en Plasencia, Extremadura, España. Fue hijo de Juan Manuel Villena y Elena de Carbajal. Contrajo matrimonio con Luisa de Vivar, también conocida como Luisa de Biedma, con la que tuvo un hijo Diego de Carbajal, que casó con Leonor Méndez.

### Labor en Perú
Garci Manuel de Carbajal exploró previamente el territorio donde se asentó la villa de Arequipa, en el actual Perú, actuando como emisario de Francisco Pizarro. En cargo de teniente de gobernador, colaboró  con Juan de la Torre en la fundación de la ciudad de Arequipa buscando previamente el sitio adecuado que ofreciera salubridad, buenas tierras de labor y tuviera asegurada la obtención de recursos básicos, como agua, caza y pesca para el sostenimiento complementario de sus moradores. La fundación de la villa se llevaba a cabo el 15 de agosto de 1540, con el nombre de «La Villa Hermosa de Arequipa».
Poco después de la captura y ejecución del Inca Atahualpa, y con la conquista del Imperio inca asegurada, Francisco Pizarro envió a varias delegaciones de españoles a lo largo de la Gobernación de Nueva Castilla con la intención de crear nuevas ciudades que permitieran consolidar los nuevos dominios. La delegación dirigida por Carbajal viajó al sur del Perú de acuerdo con las indicaciones de Pizarro. Durante la expedición, Carbajal y sus hombres alcanzaron la costa de Camaná y se establecieron allí brevemente. Muchos de los miembros de la expedición empezaron a sufrir de fiebres y otras enfermedades lo que obligó a cambiar de emplazamiento.
Decidieron moverse hacia el interior y pronto llegaron a lo que en la actualidad es la plaza de armas de Arequipa, marcando con una cruz el amplio terreno e indicando que allí construirían una catedral. El terreno y el clima fresco eran adecuados por lo que Carbajal comenzó a establecer la red de calles que había planteado Pizarro.
Muchos de los primeros desarrollos de la ciudad fueron realizados directamente bajo las órdenes de Carbajal quien consultaba con Pizarro. Algunas narraciones cuentan que el propio Pizarro estuvo en Arequipa en 1539 con la intención de participar en la fundación de la ciudad pero tuvo que partir muy pronto para asistir a las negociaciones de paz con Manco Inca en Yucay (a 19 millas de Machu Picchu). De los posteriores acontecimientos en Arequipa se sabe poco.

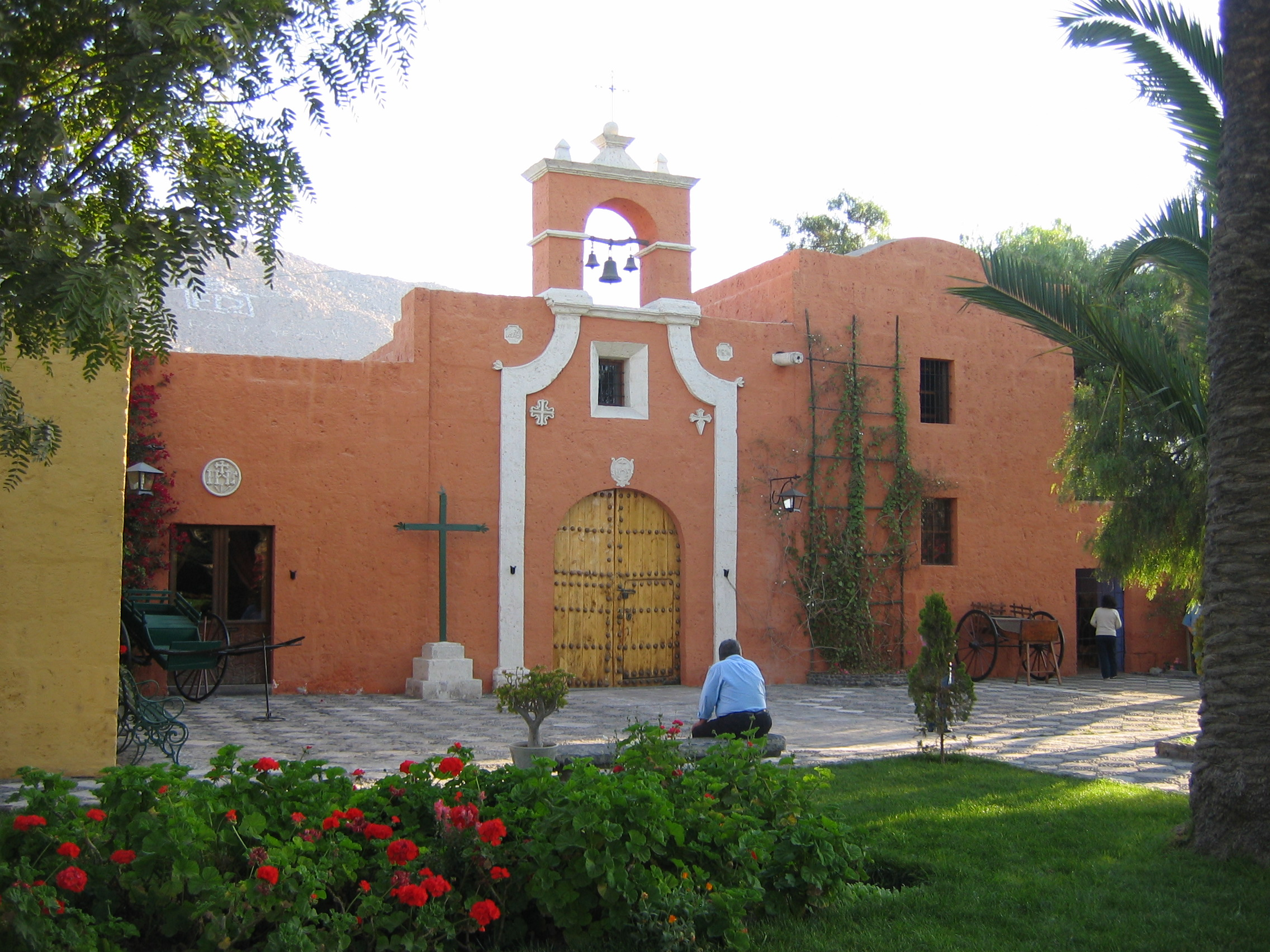
Vista de la Mansión del Fundador, en la actualidad

Carbajal mientras tanto decidió construirse una casona allí que se llamaría más tarde «La Mansión del Fundador», situada cerca del borde actual del río Socabaya en el pequeño pueblo de Huasacache (a 20 km de la Plaza de Armas). La mansión se fue deteriorando con el paso del tiempo pero fue restaurada en los años 1980 y ahora es una atracción turística.
No se sabe con certeza dónde fue enterrado. Según las leyendas locales, está sepultado en un túnel debajo de la catedral de Arequipa, al igual que Francisco Pizarro en Lima.